# Pitcairnia puberula
Pitcairnia puberula är en gräsväxtart som beskrevs av Carl Christian Mez och John Donnell Smith. Pitcairnia puberula ingår i släktet Pitcairnia och familjen Bromeliaceae. Inga underarter finns listade i Catalogue of Life.